# Kedge Business School
Kedge Business School je evropská obchodní škola s kampusy (pobočkami) v Paříži, Bordeaux, Marseille, Toulonu, Dakaru, Su-čou a Šanghaji.

## Popis
Kedge je akreditovaná u třech mezinárodních organizací: EQUIS, AMBA a AACSB. Škola má přibližně 70000 absolventů. Mezi významné absolventy patří Daniel Carasso (ředitel společnosti Danone) a Sophie Cluzel.

## Mezinárodní srovnání
V roce 2019 se škola umístila na 31. místě v mezinárodním žebříčku deníku Financial Times.